# Centrale termoelettrica EniPower di Brindisi
La centrale EniPower è una centrale termoelettrica a ciclo combinato di che si trova a Brindisi.

## Composizione
La costruzione di questo impianto, per il quale EniPower si avvale della collaborazione di Snamprogetti, società di ingegneria dell'Eni, comporta la realizzazione di opere di bonifica delle aree EniPower all'interno del Petrolchimico di Brindisi e la messa fuori servizio di alcuni gruppi attualmente in produzione. Grazie all'utilizzo di tecnologie più efficienti si avrà un abbattimento complessivo sia delle emissioni di ossidi di zolfo, di circa 11.000 tonnellate l'anno, che delle polveri, di circa 360 tonnellate l'anno. L'impianto di Brindisi è il quarto che Enipower inizia a costruire dopo quelli di Ferrera Erbognone, Ravenna e Mantova.

## Progetto
Con una potenza installata di 1.170 megawatt, è la più potente tra quelle della Società Eni. La centrale ha tre gruppi di potenza, per un totale di 1.170 megawatt e produce circa 10 miliardi di chilowattora l'anno. La centrale, inoltre, produce energia termica (vapore) destinata ad uso industriale.
L'alimentazione a gas naturale è garantita da un gasdotto sotterraneo lungo circa 14 km.
I turbogas presentano la possibilità di alimentazione sia da gas naturale che da gas petrolchimico.
L'energia elettrica che non è indirizzata alle società in loco, è immessa sulla rete nazionale attraverso elettrodotto a 380 kV.